# Blue of Sint-Niklaas

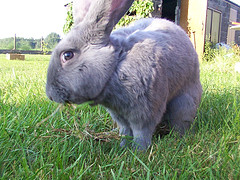
Blue of Sint-Niklaas, hane.

Blue of Sint-Niklaas (nederländska: Sint-Niklase Blauwe) är en flamländsk kaninras. Den har avlats på sedan 1800-talet, nära staden Sint-Niklaas, för att tillgodose den lokala pälsindustrin. Blue of Sint-Niklaas är därmed en av världens äldsta pälskaniner. Blå beveren, också en pälskanin, är släkt med Blue of Sint-Niklaas och har avlats i samma område i Flandern, Waasland. 
Internationellt godkänns bara blå sorter av rasen i standarden, i motsats till den blå beverens, där andra sorter godkänns.
Även i motsats till den blå beveren väger Blue of Sint-Niklaas mycket mer, upp till 5,4 kg som är i likhet med den belgiska jättekaninen.
Efter minskningen av pälsförsäljning och pälsindustri i regionen (och världen) dog Blue of Sint-Niklaas nästan ut, eftersom den inte var populär som sällskapsdjur eller köttkanin.